# امبودیامپانا، سامباوا
امبودیامپانا، سامباوا (به لاتین: Ambodiampana, Sambava) یک سکونتگاه مسکونی در ماداگاسکار است که در ساوا (ماداگاسکار) واقع شده است.

## خصوصیات
امبودیامپانا ۱۳٬۰۰۰ نفر جمعیت دارد و ۱۳۴ متر بالاتر از سطح دریا واقع شده است.